# 鮫島慶彦
鮫島 慶彦（さめしま けいひこ、1865年10月23日（慶応元年9月4日） - 1928年（昭和3年）10月4日）は、日本の政治家、実業家。鹿児島県会議員。衆議院議員（鹿児島県郡部選出、当選1回）。南薩鉄道社長。万瀬水力電気、鹿児島火山灰珪藻土、薩摩製糸、南薩林業各取締役。族籍は鹿児島県士族。

## 人物
慶応元年、薩摩国加世田生まれ。鹿児島県士族・鮫島郷兵衛の二男。先代次右衛門の養子となり1875年、家督を相続する。
東京の二松学舎で漢学を学ぶ。帰郷後、村議、鹿児島県会議員をへて、立憲政友会県支部長となり、1908年（明治41年）5月の第10回衆議院議員総選挙で当選し衆議院議員を1期つとめる。
1912年（明治45年）南薩鉄道を創立し、社長をつとめる。社長職は無報酬で、自らつるはしをふるい、1914年（大正3年）、伊集院駅-伊作駅間が開通する。また万瀬発電を完成させ、川辺、日置、指宿に電灯をともした。1928年10月4日死去。64歳。住所は鹿児島県鹿児島市長田町、川辺郡加世田町。

## 家族・親族
鮫島家
- 養父・次右衛門[1][5]
- 妻・ヨシ（1879年 - ?、鹿児島士族、川田武彦の妹）[5]
- 養子・三雄（1881年 - ?、長女テルの夫、鹿児島士族、川田武彦の弟）[5]
- 娘[5]
- 孫[5]